# Sakura Samurai (Gruppe)
Sakura Samurai ist eine White-Hat-Hacking- und Sicherheitsforschungsgruppe, die im Jahr 2020 gegründet wurde. Die Gruppe ist für die Aufdeckung mehrerer Sicherheitslücken verantwortlich, an denen Regierungsstellen und verschiedene Unternehmen beteiligt sind.

## Geschichte
Sakura Samurai wurde im Jahr 2020 von John Jackson gegründet. Jackson, Robert „rej_ex“ Willis, und Higinio „w0rmer“ Ochoa sind ehemalige Mitglieder der Gruppe.

## Erwähnenswerte Arbeiten

### Staatliche Gruppierungen

#### Vereinte Nationen
Sakura Samurai entdeckte ungeschützte Git-Verzeichnisse und Git-Anmeldedateien auf Domänen, die dem Umweltprogramm der Vereinten Nationen (UNEP) und der Internationalen Arbeitsorganisation der Vereinten Nationen (UNILO) gehören. Diese ermöglichten den Zugriff auf die Zugangsdaten der WordPress-Administratorendatenbank und den UNEP-Quellcode und gaben den Forschern Zugang zu mehr als 100.000 privaten Mitarbeiterdaten. Zu den Mitarbeiterdaten gehörten Details über Reisen von UN-Mitarbeitern, Personaldaten einschließlich persönlich identifizierbarer Informationen, Datensätze zu Projektfinanzierungsressourcen, allgemeine Mitarbeiterdatensätze und Beschäftigungsbewertungsberichte. Sakura Samurai meldete die Sicherheitslücke im Januar 2021 öffentlich, nachdem sie zunächst über das Programm der Vereinten Nationen zur Offenlegung von Sicherheitslücken bekannt gemacht worden war.

#### Indien
Im März 2021 machte Sakura Samurai Schwachstellen öffentlich, die 27 Gruppen innerhalb der indischen Regierung betrafen. Nachdem sie ungeschützte Git- und Konfigurationsverzeichnisse gefunden hatten, konnte Sakura Samurai auf Anmeldeinformationen für kritische Anwendungen, mehr als 13.000 Personalakten, Polizeiberichte und andere Daten zugreifen. Die Gruppe entdeckte auch Schwachstellen im Zusammenhang mit Session Hijacking und der Ausführung von beliebigem Code in finanzbezogenen Regierungssystemen. Nachdem die an das indische National Critical Information Infrastructure Protection Centre gemeldeten Probleme mehrere Wochen lang nicht behoben wurden, schaltete Sakura Samurai das U.S. Department of Defense Vulnerability Disclosure Program ein, und die Probleme wurden behoben.

### Unternehmen

#### Apache Velocity
Sakura Samurai entdeckte und meldete im Oktober 2020 eine Cross-Site-Scripting (XSS)-Schwachstelle in Apache Velocity Tools. Ausgefeilte Varianten der Schwachstelle könnten es Angreifern in Kombination mit Social Engineering ermöglichen, die Sitzungscookies des angemeldeten Benutzers zu sammeln und so möglicherweise dessen Sitzungen zu übernehmen. Die verwundbare Apache Velocity Tools-Klasse war in mehr als 2.600 einzelnen Binärdateien verschiedener bekannter Softwareanwendungen enthalten. Apache hat den Bericht bestätigt und die Schwachstelle im November 2020 gepatcht, obwohl Apache die Schwachstelle nicht offiziell bekannt gegeben hat.

#### Keybase
Die Gruppe entdeckte, dass Keybase, eine auf Sicherheit ausgerichtete Chat-Anwendung von Zoom, Bilder unsicher speicherte, selbst nachdem die Nutzer sie angeblich gelöscht hatten. Sie meldeten die Schwachstelle im Januar 2021 und gaben sie im Februar öffentlich bekannt, nachdem der Fehler behoben und die Updates weit verbreitet worden waren.

#### Pega Infinity und damit verbundene Verstöße
Sakura Samurai fand eine Schwachstelle in Pegasystems' Unternehmenssoftware Pega Infinity, die für Customer Engagement und digitale Prozessautomatisierung eingesetzt wird. Die Schwachstelle, die Pegasystems erstmals im Februar 2021 gemeldet wurde, betraf eine mögliche Fehlkonfiguration, die die Offenlegung von Daten ermöglichen würde.
Die Schwachstelle führte dazu, dass Sakura Samurai in die Systeme der Ford Motor Company und von John Deere eindrang. Diese Vorfälle wurden im August 2021 öffentlich bekannt gegeben. Diese Sicherheitsverletzungen waren Gegenstand einer DEF CON-Präsentation von Sick.Codes im Jahr 2021 mit dem Titel „The Agricultural Data Arms Race: Exploiting a Tractor Load of Vulnerabilities in the Global Food Supply Chain (in good faith)“.

#### Fermilab
Im Mai 2021 meldete Sakura Samurai Schwachstellen, die sie bei Fermilab, einem Labor für Teilchenphysik und Beschleuniger, entdeckt und offengelegt hatten. Die Gruppe konnte sich Zugang zu einem Projekt-Ticket-System, Server-Anmeldedaten und Mitarbeiterinformationen verschaffen.